# Lithocarpus luteus
Lithocarpus luteus är en bokväxtart som beskrevs av Engkik Soepadmo. Lithocarpus luteus ingår i släktet Lithocarpus och familjen bokväxter. Inga underarter finns listade.